# قرار مجلس الأمن التابع للأمم المتحدة رقم 2497
قرار مجلس الأمن التابع للأمم المتحدة رقم 2497، المتخذ بالإجماع في 14 نوفمبر 2019.
وقد أكد مجلس الأمن في هذا القرار على سيادة كل من السودان وجنوب السودان واستقلالهما، وأشار إلى أهمية مبادئ حسن الجوار وعدم التدخل والتعاون الإقليمي.

## روابط خارجية
- نص القرار في undocs.org